# Барльт
Барльт (нем. Barlt) — община в Германии, в земле Шлезвиг-Гольштейн. 
Входит в состав района Дитмаршен. Подчиняется управлению КЛьГ Мельдорф-Ланд.  Население составляет 795 человек (на 31 декабря 2010 года). Занимает площадь 22,88 км².
Коммуна подразделяется на 3 сельских округа.